# Trefusia helgolandica
Trefusia helgolandica är en rundmaskart som beskrevs av Bo Riemann 1966. Trefusia helgolandica ingår i släktet Trefusia och familjen Trefusiidae. Inga underarter finns listade i Catalogue of Life.